# Noboru Terada
Noboru Terada (jap. 寺田登 Terada Noboru; ur. 25 listopada 1917 w Iwace, zm. 26 września 1986) – japoński pływak specjalizujący się w stylu dowolnym, mistrz olimpijski (1936) na dystansie 1500 m stylem dowolnym.
Podczas igrzysk olimpijskich w Berlinie w 1936 roku Terada zwyciężył w konkurencji 1500 m stylem dowolnym, z ponad 20-sekundową przewagą nad Amerykaninem Jackiem Medicą, który zajął drugie miejsce.
W 1994 roku został przyjęty do International Swimming Hall of Fame.